# Identitat de Mingarelli
En el camp de les equacions diferencials ordinàries, la identitat de Mingarelli és un teorema que proporciona criteris per a l'oscil·lació i la no-oscil·lació de solucions d'algunes equacions diferencials lineals en el domini real. Estén la identitat de Picone de dues a tres o més equacions diferencials de segon ordre.

## La identitat
Considerem les {\displaystyle n} solucions del següent sistema (desacoblat) d'equacions diferencials lineals de segon ordre durant l'interval {\displaystyle t} {\displaystyle [a,b]}:
{\displaystyle (p_{i}(t)x_{i}^{\prime })^{\prime }+q_{i}(t)x_{i}=0,\,\,\,\,\,\,\,\,\,\,x_{i}(a)=1,\,\,x_{i}^{\prime }(a)=R_{i}} on {\displaystyle i=1,2,\ldots ,n}.
Fem que {\displaystyle \Delta } denoti l'operador de diferència cap endavant, és a dir,
{\displaystyle \Delta x_{i}=x_{i+1}-x_{i}.}
L'operador de diferència de segon ordre es troba iterant l'operador de primer ordre com a 
{\displaystyle \Delta ^{2}(x_{i})=\Delta (\Delta x_{i})=x_{i+2}-2x_{i+1}+x_{i},},
amb una definició similar per a les iteracions més altes. Deixant de banda la variable independent {\displaystyle t} per conveniència, i suposant que {\displaystyle x_{i}(t)\neq 0} en {\displaystyle (a,b]}, hi ha la identitat:
{\displaystyle {\begin{aligned}x_{n-1}^{2}\Delta ^{n-1}(p_{1}r_{1})]_{a}^{b}&=\int _{a}^{b}(x_{n-1}^{\prime })^{2}\Delta ^{n-1}(p_{1})-\int _{a}^{b}x_{n-1}^{2}\Delta ^{n-1}(q_{1})-\sum _{k=0}^{n-1}C(n-1,k)(-1)^{n-k-1}\int _{a}^{b}p_{k+1}W^{2}(x_{k+1},x_{n-1})/x_{k+1}^{2},\end{aligned}}}
on 
- {\displaystyle r_{i}=x_{i}^{\prime }/x_{i}} és la derivada logarítmica,
- {\displaystyle W(x_{i},x_{j})=x_{i}^{\prime }x_{j}-x_{i}x_{j}^{\prime }}, és el determinant Wronskià,
- {\displaystyle C(n-1,k)} són coeficients binomials.

Quan {\displaystyle n=2}, aquesta igualtat es redueix a la identitat de Picone.

## Aplicacions
La identitat anterior condueix ràpidament al següent teorema de comparació per a tres equacions diferencials lineals, que amplia el clàssic teorema de comparació de Sturm-Picone.
Fem que {\displaystyle p_{i}}, {\displaystyle q_{i}} {\displaystyle i=1,2,3}, siguin funcions contínues de valor real en l'interval {\displaystyle [a,b]} i fem que:
1. {\displaystyle (p_{1}(t)x_{1}^{\prime })^{\prime }+q_{1}(t)x_{1}=0,\,\,\,\,\,\,\,\,\,\,x_{1}(a)=1,\,\,x_{1}^{\prime }(a)=R_{1}}
2. {\displaystyle (p_{2}(t)x_{2}^{\prime })^{\prime }+q_{2}(t)x_{2}=0,\,\,\,\,\,\,\,\,\,\,x_{2}(a)=1,\,\,x_{2}^{\prime }(a)=R_{2}}
3. {\displaystyle (p_{3}(t)x_{3}^{\prime })^{\prime }+q_{3}(t)x_{3}=0,\,\,\,\,\,\,\,\,\,\,x_{3}(a)=1,\,\,x_{3}^{\prime }(a)=R_{3}}

siguin tres equacions diferencials lineals homogènies de segon ordre en forma autoadjunta, on 
- {\displaystyle p_{i}(t)>0} per a cada {\displaystyle i}, i per a tot {\displaystyle t} en {\displaystyle [a,b]}, i
- {\displaystyle R_{i}} són nombres reals arbitraris.

Suposem que per a tot {\displaystyle t} en {\displaystyle [a,b]} tenim,
{\displaystyle \Delta ^{2}(q_{1})\geq 0},
{\displaystyle \Delta ^{2}(p_{1})\leq 0},
{\displaystyle \Delta ^{2}(p_{1}(a)R_{1})\leq 0}.
Llavors, si {\displaystyle x_{1}(t)>0} en {\displaystyle [a,b]} i {\displaystyle x_{2}(b)=0}, llavors qualsevol solució {\displaystyle x_{3}(t)} té almenys un zero en {\displaystyle [a,b]}.